# Guàrdia Nacional (França)

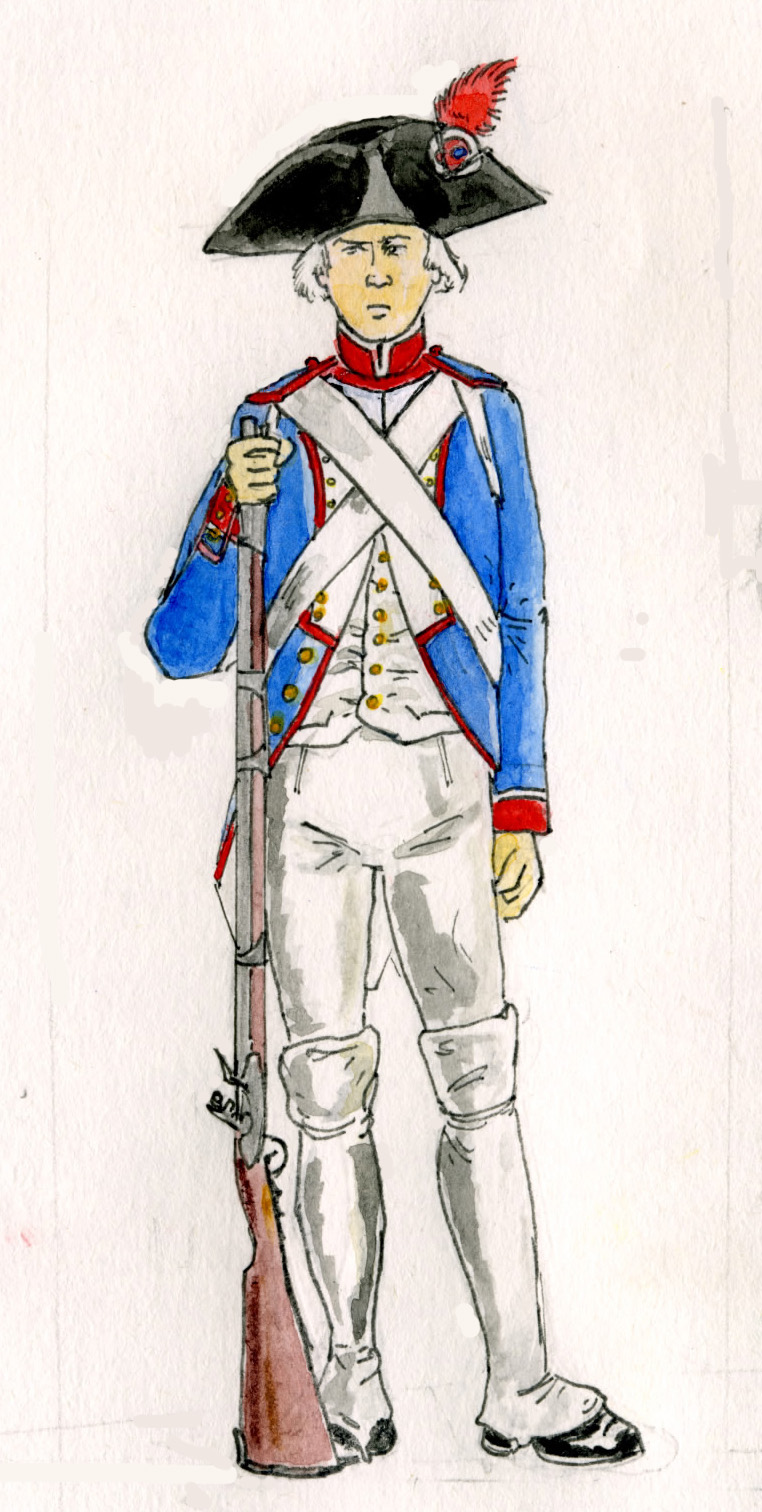
Guàrdia nacional de 1791.

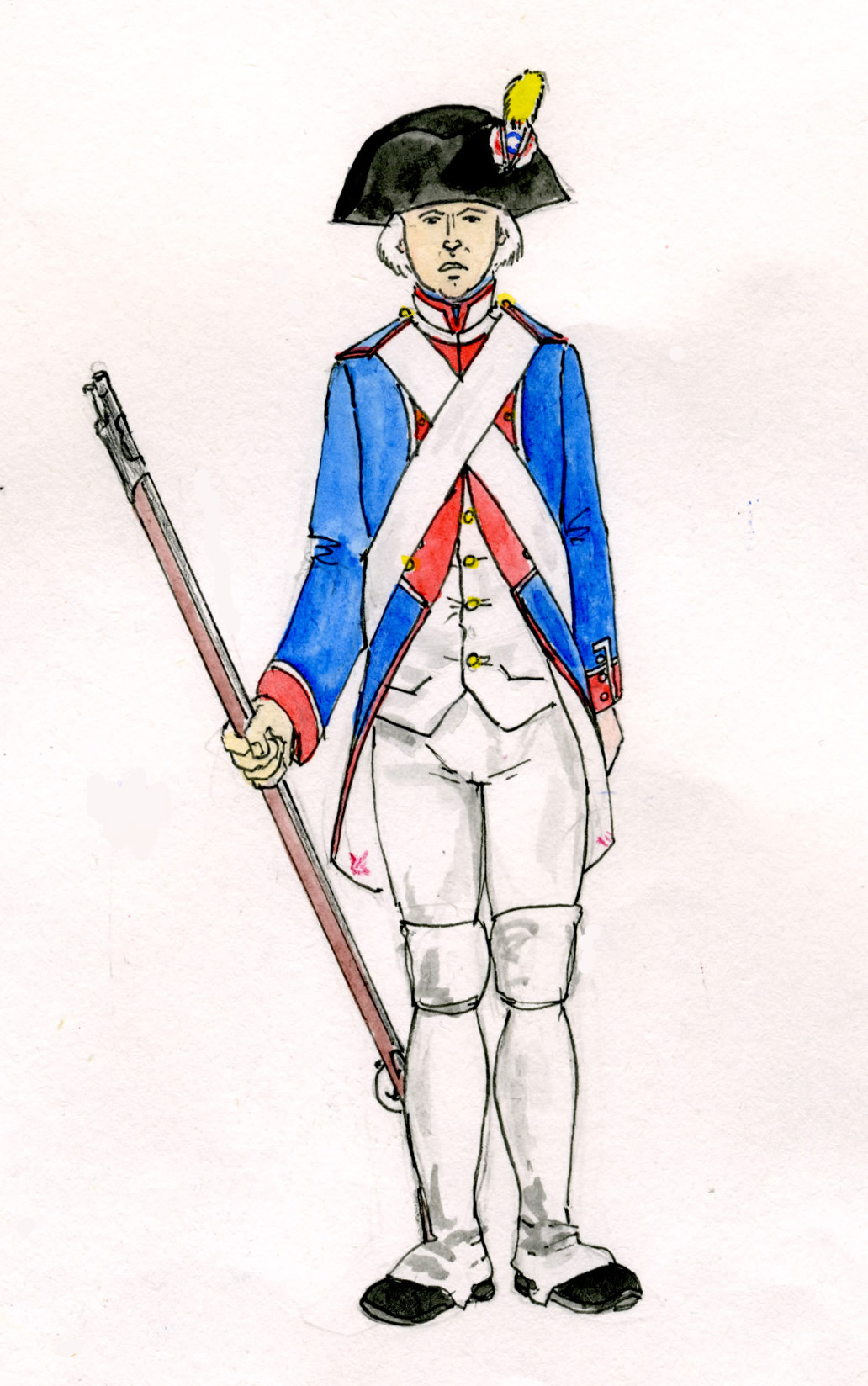
Fuseller de la Guàrdia nacional, 1790-1791

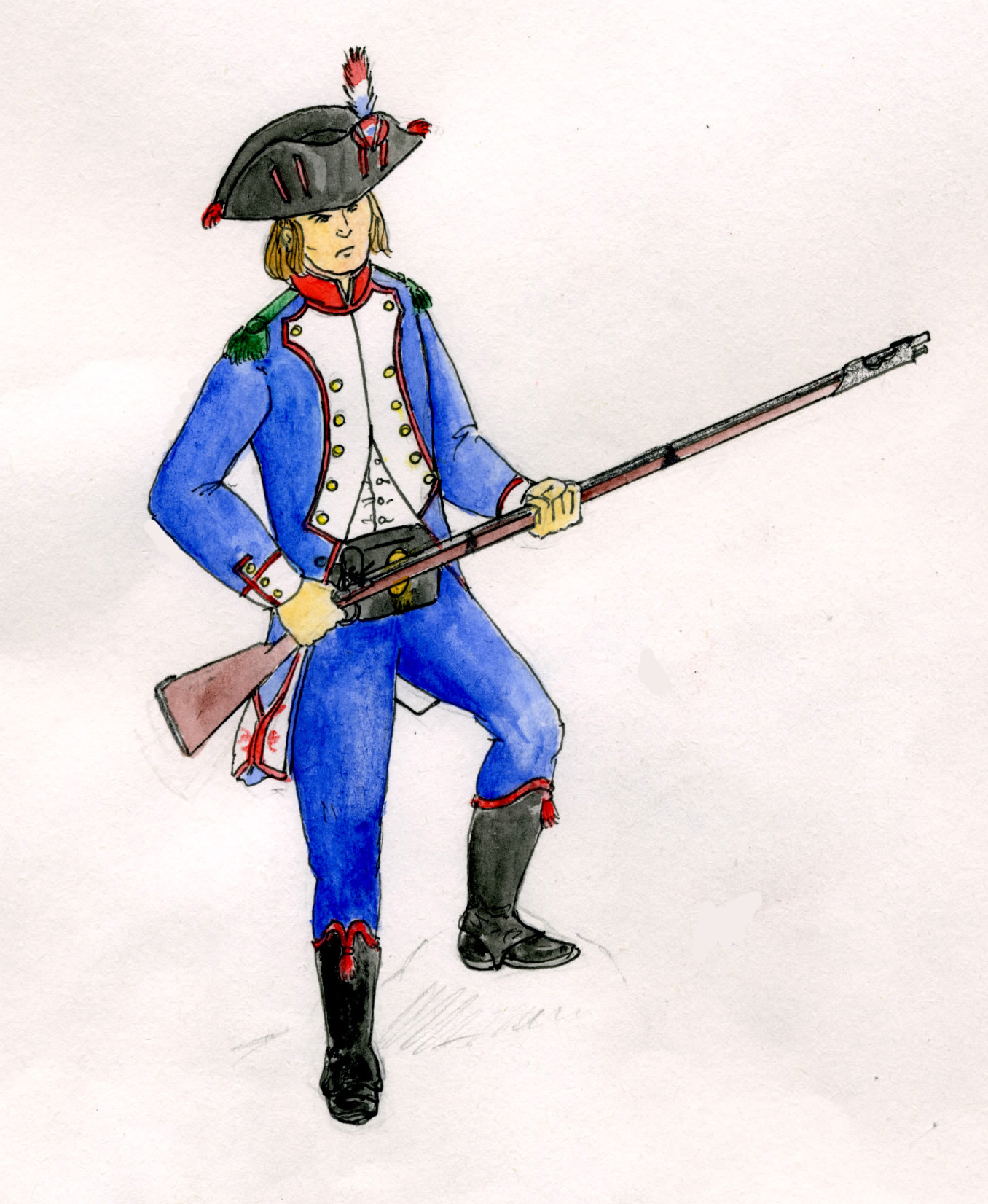
Caçador de la Guàrdia Nacional de París

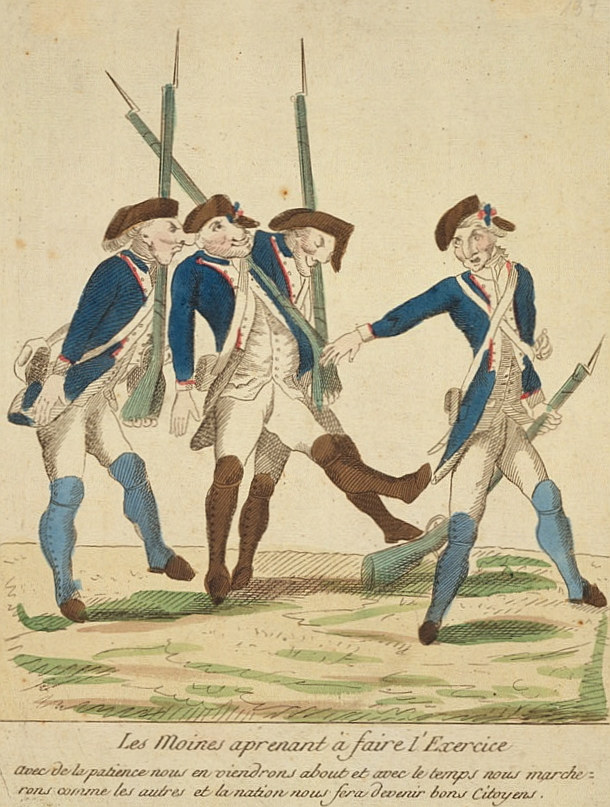
Antics monjos entrenant-se en la Guàrdia Nacional. Caricatura anònima de 1790.

La Guàrdia Nacional és una milícia ciutadana creada a París el 13 de juliol de 1789, a l'inici de la Revolució francesa, el model de la qual serà adoptat de seguida per tots els municipis francesos. La Guàrdia Nacional va existir sense interrupció de 1789 a 1871. Va ser dissolta definitivament a conseqüència del seu protagonisme revolucionari durant la Comuna de París.

## Creació
Sota l'Antic Règim a diferents localitats urbanes de França existia una Milícia Burgesa, o Guàrdia Burgesa, la missió de la qual era protegir les persones i els seus béns. La Milícia Burgesa no era un cos permanent i els seus membres eren designats i renovats periòdicament. Es convocaven en ocasions excepcionals de desordre públic, i servien també per a la defensa de les ciutats i pobles, i per reforçar els efectius de l'exèrcit en temps de guerra.
En 1789 la població parisenca, igual que en la resta del país, sofreix una greu fam des de l'any anterior a causa de les males collites i a la pujada del preu dels cereals. El 13 de juliol de 1789, els parisencs famolencs comencen a saquejar tendes i magatzems i ataquen els llocs duaners que controlaven l'entrada de les mercaderies a la ciutat (barrières d'octroi). Des de la primavera de 1789, s'havien multiplicat les revoltes alimentàries arreu del país, i es temia que els saquejos derivessin en un aixecament popular.
El 13 de juliol de 1789, l'ajuntament de París va decidir llavors crear una guàrdia parisenca popular per controlar la revolta. Molts voluntaris procedents dels mitjans burgesos i artesanals es van presentar espontàniament, però les autoritats no disposaven encara d'armament per dotar als guardes i garantir la seva eficàcia. Aquesta nova guàrdia va tenir un paper important l'endemà, data de la presa de la Bastilla. El 15 de juliol, el rei Lluís XVI va nomenar al marquès de Lafayette comandant cap de la guàrdia parisenca. La Gran Por que es va apoderar del camp i de moltes ciutats franceses en els dies següents va conduir a la creació de milícies populars en tot el país segons el model de la nova guàrdia parisenca.

## Organització interna
La creació i l'organització de la Guàrdia Nacional van ser el resultat d'un llarg debat en l'Assemblea Constituent. El 27 de juliol de 1789, el comitè va proposar que les forces d'ordre públic seguissin depenent formalment del rei Lluís XVI. Però molts diputats consideraven perillós que el rei mantingués una posició de força sense que l'assemblea ho controlés. També es considerava necessari establir unes estrictes normes de funcionament per impedir que les forces d'ordre de l'Estat seguissin oprimint al poble i que l'exèrcit intervingués en la resolució dels conflictes interns del país. Finalment, l'Assemblea va adoptar el 24 d'agost de 1789 un text inspirat per l'arquebisbe de Bordeus, Jérôme Champion de Cicé.

La constitució de la Guàrdia Nacional va ser introduïda en l'article 12 de la Constitució Francesa el 5 de setembre, amb la següent declaració: 
| « | La garantia dels drets de l'home i del ciutadà necessita una força d'ordre pública; aquesta força és per tant instituïda per a avantatge de tots i no per al benefici particular d'aquells als quals és confiada." | » |

Aquesta declaració no estipulava cap organització de la Guàrdia Nacional, en una època en què els municipis de tota França ja havien constituït milícies que no estaven sotmeses a cap regulació. El 7 de gener de 1790, els diputats van decidir que els guardes nacionals havien de jurar fidelitat a la Constitució, la qual cosa confirmava el seu paper de guardians de la Constitució. Al mes següent es va imposar el mateix jurament als soldats i oficials de l'exèrcit, que quedaven encarregats exclusivament de la defensa de l'Estat contra els enemics exteriors. En aquestes condicions, el rei es mantenia com a cap suprem de l'exèrcit, mentre que les guardes nacionals de tota França només podien ser requerides pels poders municipals i administratius, escapant així al comandament directe del rei.
De 1789 a 1791 no existeix cap llei que reguli les Guàrdies Nacionals. El 24 de juny de 1791, un decret va permetre als generals de l'exèrcit disposar puntualment de l'ajuda dels guardes nacionals dels pobles i ciutats, la qual cosa al principi contravenia la definició de les guardes nacionals l'ocupació de les quals se circumscrivia exclusivament a l'àmbit del municipi del que depenien. La Guàrdia Nacional es va convertir a partir d'aquest moment en una espècie d'exèrcit paral·lel.

### Llei del 14 d'octubre de 1791
El 29 de setembre de 1791, l'Assemblea va votar la llei sobre la Guàrdia Nacional, i el Rei la va aprovar el 14 d'octubre de 1791. S'estructurava en 5 seccions:

#### 1. Composició de les llistes de ciutadans
Només els ciutadans actius -els que podien votar i que eren residents permanents de més d'un any- podien servir en la Guàrdia Nacional (I.1). Els seus fills havien d'estar inscrits en els registres a partir dels 18 anys (I.5). Els ciutadans passius que havien pertangut a la Guàrdia Nacional sense interrupció des de 1789, i el comportament de la qual era considerat "benintencionat", podien també inscriure-s'hi (I.3). El servei era un privilegi, però representava una obligació sense contrapartida financera. Un ciutadà no inscrit en els registres perdia l'exercici dels seus drets com a ciutadà (I.2). Faltar al servei es castigava amb el pagament d'una taxa equivalent a dues jornades de treball (I.15). Els que no es presentaven al servei tres vegades en un any eren suspesos del servei, del dret a votar i a ser elegit durant un any (I.15).

#### 2. Organització dels ciutadans per al servei de la Guàrdia Nacional
A les ciutats, la Guàrdia Nacional s'organitzava per districtes o per seccions electorals (I. 2). En el camp, es constituïa sobre la base del cantó o del districte, i no per municipis (II. 1). Cada cantó, secció o districte aportava efectius equivalents a un o diversos batallons de quatre companyies cadascun (II. 3-4). En els districtes, els batallons es reunien en una legió o en una reunió de legions, segons el nombre d'habitants (II. 10-11), sent la companyia l'element base. Aquestes es componien a les ciutats dels habitants d'un mateix barri, i en el camp dels habitants de les comunitats més properes (II. 13).
A partir del 14 de juliol de 1792, l'uniforme blau, blanc i vermell va ser adoptat a tot el territori nacional (II. 25-26). Cada any, els ciutadans actius inscrits en les companyies es reunien sense uniforme el segon diumenge de maig, en el cap de partit de cantó per escollir al seu capità així com als oficials i suboficials fins al rang de caporal. Una vegada escollits, aquests escollien per majoria absoluta al comandant cap del batalló i als seus adjunts (II. 19). Els oficials de les companyies es reunien llavors en el cap de partit de districte per escollir l'estat major de les legions (II. 20). Tots aquests caps eren triats només per un any (II. 23). Les insígnies de cada rang eren les mateixes que per a la tropa (infanteria) de línia (II. 24). Les banderes portaven els colors de França (blau, blanc i vermell) i el lema El poble francès, la llibertat o la mort (II. 27).

#### 3. Funcions dels ciutadans servint en qualitat de Guàrdia Nacional
La funció dels guardes nacionals era la de mantenir l'ordre i de garantir l'obediència a les lleis (III. 1). Podien dissoldre qualsevol revolta popular i agrupament sediciós, arrestar i lliurar a la justícia els culpables d'excessos i de violències, i emprar la força de les armes en el marc de la llei marcial o de la llei sobre l'acció de la força pública (III. 10). Les altres clàusules limitaven estrictament el paper dels guardes nacionals, demostrant així la desconfiança dels diputats constituents cap als ciutadans armats.
Amb excepció de les patrulles, del servei ordinari quotidià i dels exercicis d'entrenament, els caps de la Guàrdia Nacional no podien prendre cap iniciativa (III. 6). Només intervenien quan els seus serveis eren requerits oficialment, i només es podia demanar la seva intervenció quan els efectius disponibles de gendarmes, guàrdies a sou i infanteria de línia eren insuficients (III.3). Els comandants havien d'executar les ordres d'intervenció sense discussió, però podien sol·licitar que se'ls lliurés per escrit (III. 2). Sense petició legal, els oficials no podien reunir a les seves tropes, i sense ordres dels seus superiors, els ciutadans no podien prendre les armes (III. 5). Se'ls prohibia assistir amb armes a qualsevol reunió electoral o política (III. 17). Cada any, el dia 14 de juliol, es reunien en el cap de partit de districte per prestar jurament de fidelitat (III. 20).
Qualsevol organització federativa era considerada com un atemptat contra la unitat del regne i la federació constitucional de tots els francesos (III. 21). L'article 12 estipulava que en cas d'invasió del territori nacional per tropes estrangeres, el Rei requeriria el nombre de guardes nacionals que li semblés necessari. En cas d'acció militar realitzada per guardes nacionals, el seu comandant havia de ser sempre un gendarme o un oficial d'infanteria de línia (III. 11).

#### 4. Ordre del servei i disciplina
La secció quarta definia l'ordre i el rang de les companyies anomenades a servir, que eren fixades anualment per sorteig. Es demanava als oficials escollits que es comportessin com a ciutadans que manen a ciutadans (IV. 1). No es podia recórrer a la força contra els recalcitrants que es negaven a complir amb les seves obligacions. La desobediència, l'abandó del lloc, la falta de respecte i la rebel·lia es castigaven amb arrest menor o empresonament d'una durada màxima de 8 dies, sense distinció de rang (IV. 6-13). Era possible eludir la pena, però això comportava la pèrdua dels drets com a ciutadà i el pagament d'una taxa de substitució (IV. 14).
La llei del 14 d'octubre de 1791 no preveia cap organització central encarregada de coordinar, controlar i dirigir a aquests ciutadans armats. El rei només intervenia per mitjà del seu Ministre d'Interior, i corresponia a les administracions dels departaments i districtes vetllar pel compliment de la llei i denunciar les infraccions a l'Assemblea Legislativa.
Com els diputats constituents desconfiaven de la Guàrdia Nacional, els ciutadans armats es veien relegats a tasques de segon ordre i estaven sotmesos a un control molt estricte. El servei era una càrrega molt pesada pels menys adinerats que necessitaven disposar del seu temps per treballar. Aquesta desigualtat es veia agreujada pel fet que els oficials municipals i els magistrats estaven exempts del servei mitjançant el pagament d'una petita taxa. La llei sobre la Guàrdia Nacional volia canalitzar una força potencialment revolucionària i evitar així qualsevol desbordament.

## La Guàrdia Nacional sota la Revolució Francesa

### Monarquia Constitucional (1789-1792)

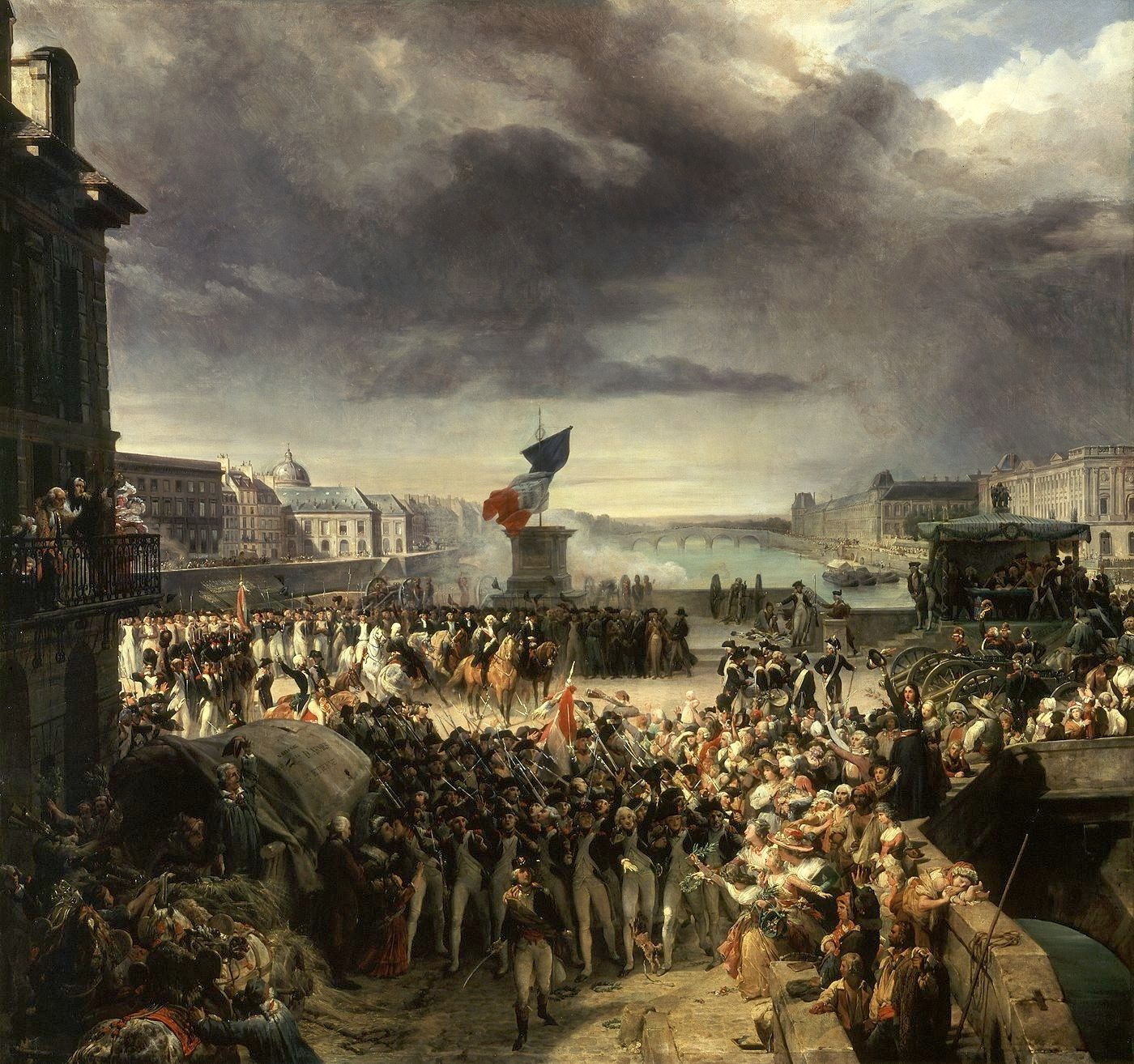
La Guàrdia Nacional parisenca surt per unir-se a l'exèrcit al setembre de 1792. Oli de Léon Cogniet (1836).

En la tardor de 1791, el Rei va acceptar la nova Constitució. Però a les províncies, la Guàrdia Nacional va passar per greus enfrontaments interns. Els guardes nacionals de diverses ciutats es van enfrontar per qüestions socials i religioses. A les Cevenes, la reorganització de la Guàrdia Nacional sobre la base de la llei d'octubre de 1791 va ser aprofitada pels catòlics per a eliminar els oficials protestants. A Arles, la Guàrdia Nacional local va ser atacada per 4.000 guardes nacionals de Marsella que van prendre la ciutat el 29 de març de 1792.
En l'exterior, la guerra va esclatar el 29 de març de 1792 contra la coalició de les potències veïnes que amenaçaven d'envair França. Part dels guardes nacionals van ser requisats per reforçar els efectius de l'exèrcit. El general Alexis Magellon de Lamorlière, cap de l'exèrcit del Rhin, va requisar així 4.000 guardes nacionals en els municipis situats sota el seu comandament.

### Primera República (1792-1799)
El 21 de setembre de 1792, França es va convertir en República i la Guàrdia Nacional va prendre partit per la Revolució. A principis de 1793, comptava amb 116.000 homes. El 21 de gener del mateix any, la Guàrdia va mantenir l'ordre durant l'execució de Luis XVI. L'execució del Rei va provocar una extensió del conflicte al que s'enfrontava França, i l'1 de febrer de 1793 Anglaterra i Holanda es van unir a la guerra empresa per Prússia i Àustria. La intensificació del conflicte implicava un augment de les tropes franceses, per la qual cosa la Guàrdia Nacional va ser cada vegada més utilitzada com una reserva d'efectius per a l'exèrcit. Per eludir haver de servir en el front, els membres més adinerats de la Guàrdia Nacional pagaven als més pobres perquè els substituïssin. El setembre del 1793, l'oficina dedicada als guàrdies nacionals dins del Ministeri de Defensa va ser suprimida, i la distinció entre soldats i guàrdies nacionals va ser esborrada dins de l'exèrcit.
Durant la insurrecció monàrquica del 13 vendemiari de l'any IV (octubre de 1795), 25.000 guàrdies insurrectes d'alguns barris de París es van enfrontar a canonades a 5.000 soldats manats pel general Bonaparte. Aquests últims van vèncer, demostrant així la superioritat de l'exèrcit per mantenir l'ordre. En conseqüència, el decret del 6 vendemiari (8 d'octubre) va suprimir l'estat major de la Guàrdia Nacional, reduint la jerarquia establerta per la Fayette a una mera juxtaposició de batallons sotmesos a les ordres del cap militar de la vila de París. Aquestes disposicions es van aplicar a totes les Guàrdies Nacionals del país. El Directori pretenia així impedir que la Guàrdia Nacional emprengués accions polítiques.
En 1799, per resistir als atacs d'una nova coalició estrangera contra França, es va mobilitzar de nou als ciutadans per sorteig. Més de 400.000 homes van ser mobilitzats.

## El Consolat
La Guàrdia Nacional no va tenir cap protagonisme quan el cop d'estat del 18 de brumari, i només va ajudar a mantenir l'ordre. Ja estava plenament assimilada a l'exèrcit professional en les batalles que es lliuraven a les fronteres nacionals. A l'interior del país, la Guàrdia Nacional "sedentària" servia a mantenir l'ordre públic, però els ciutadans que la componien estaven mal dotats, poc eficaços i poc motivats.
La Constitució de l'Any VIII va consagrar l'existència de la Guàrdia Nacional, distingint entre Guàrdia Nacional "en actiu", els efectius del qual estaven integrats en l'exèrcit de terra i la marina, i la Guàrdia Nacional "sedentària", destinada a mantenir l'ordre a les ciutats i en el camp. Els seus comandaments ja no eren escollits, sinó que el prefecte del departament nomenava als oficials i el cap de batalló nomenava als suboficials. El nou règim volia així restar poder a la Guàrdia Nacional, i Napoleó desconfiava d'una força que podia tant mantenir l'ordre i reprimir les revoltes per a enderrocar el poder establert.
A l'octubre de 1802, els Cònsols van crear una guàrdia municipal de 2.300 homes a París, a les ordres de caps militars nomenats pel cap d'Estat. La seva missió era la mateixa que la de la Guàrdia Nacional, però els seus membres estaven remunerats gràcies a una contribució d'1.800.000 francs pagada per la població parisenca. Els parisencs van acollir de bon grat la creació d'aquest nou cos professionalitzat que els lliurava de l'obligació permanent de prestar un servei militar. Ja no haurien de deixar la seva professió per muntar guàrdies ni pagar a substituts quan es veien en la impossibilitat de respondre a la seva mobilització.

## Primer Imperi
Durant tot el regnat de Napoleó I, els guàrdies nacionals van servir de reserva a l'exèrcit i van ser mobilitzats segons les necessitats de les guerres. Per exemple, quan es va reprendre la guerra contra Prússia al setembre de 1806 l'emperador va ordenar immediatament la lleva de 3.000 granaders i caçadors de la Guàrdia Nacional de Bordeus per reforçar la defensa de la costa atlàntica. Al mes següent, un decret va reafirmar l'obligació per a tots els francesos de 20 a 60 anys de prestar servei en la Guàrdia Nacional, excloent als empleats de la funció pública i de l'administració així com als eclesiàstics. Es confirmava la possibilitat pels altres de buscar a un substitut. Les companyies de granaders i de caçadors es componien, en la mesura del possible, d'homes de 20 a 40 anys, i podien prestar servei tant a les ciutats de més de 5.000 habitants com en l'exèrcit. En aquest cas, eren assimilades a les tropes de línia.

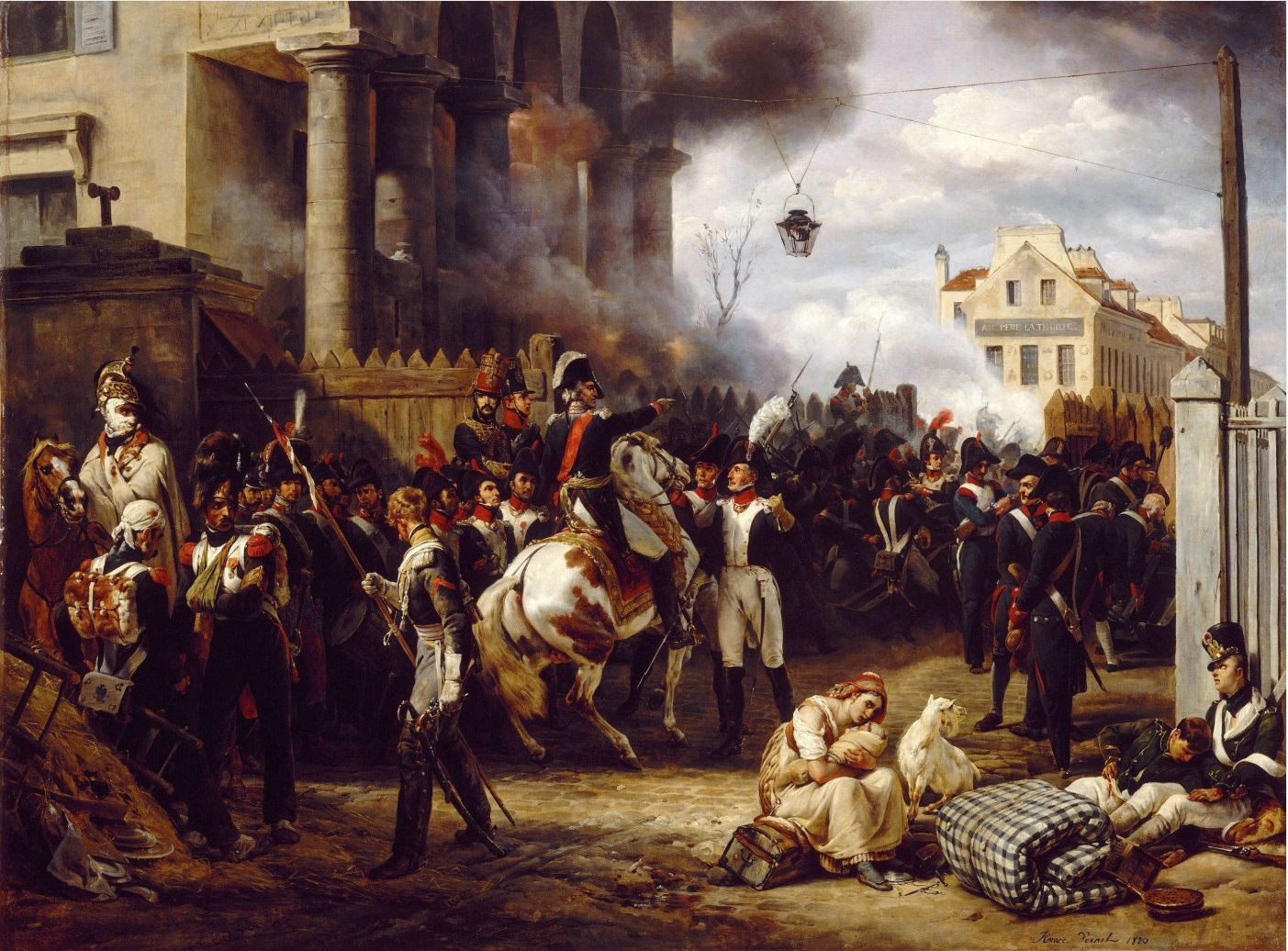
El general Moncey dona ordres al coronel de la Guàrdia Nacional parisenca durant la defensa de París al març de 1814. Oli d'Horace Vernet.

Després de l'intent de desembarcament dels anglesos al juliol de 1809 a Walcheren, als Països Baixos, Napoleó va decidir en 1812 reforçar la defensa de les costes i de les fronteres del país amb guàrdies nacionals. Va reclutar en cada departament uns efectius proporcionals al nombre d'habitants, i tots van ser incorporats a l'exèrcit.
A partir de desembre de 1813, França era envaïda per les tropes estrangeres. Es va decretar una nova lleva de 101.640 homes encara que molts fossin ancians o invàlids. El 30 de març de 1814 París queia malgrat la participació de la Guàrdia Nacional en la seva defensa. A moltes ciutats del sud de França, com Marsella i Bordeus, els guàrdies nacionals monàrquics van contribuir a accelerar la caiguda de l'Imperi i afavorir la tornada de la monarquia.

## La Restauració borbònica
El 15 de maig de 1814, en arribar al tron Lluís XVIII, aquest nomena al comte d'Artois, germà del rei i futur Carles X, coronel general de les Guàrdies Nacionals de França, a fi de centralitzar la seva direcció. La Guàrdia Nacional tornava a ser únicament sedentària i el seu desplaçament fora de la seva ciutat o de la seva comarca havia de ser excepcional i determinat per una llei especial. El propòsit era mobilitzar als homes més motivats per mantenir l'ordre, per la qual cosa només eren admesos els que tenien prou capacitat econòmica per armar-se i vestir-se. Pocs van respondre a la crida.
Durant els Cent Dies, les Guàrdies Nacionals ni es van oposar al retorn de Napoleó ni tampoc van exercir un paper destacat.
Però en 1816 una nova ordenança real tornava a establir l'obligatorietat de servir en la Guàrdia Nacional per a tots els francesos de 20 a 60 anys que paguessin impostos, exceptuant als eclesiàstics, els funcionaris i els militars. Les llistes eren establertes per uns consells formats per l'alcalde i una comissió de notables nomenats pel prefecte. S'establia una distinció entre el "control ordinari" i el "control de reserva" (art. 21). El primer afectava als ciutadans més adinerats i el segon als altres ciutadans que només podien ser cridats a servir de forma excepcional. Els oficials eren nomenats pel rei (art. 7). El comandant de la guàrdia comunal depenia de l'alcalde, i el comandant de la comarca depenia del prefecte (art. 4). Es preveien algunes mesures destinades a limitar el poder potencial de la Guàrdia Nacional, mostra que el règim desconfiava d'ella. Les reunions per deliberar estaven prohibides (art. 9). El comandant no podia publicar les ordres del dia sense autorització prèvia del prefecte (art. 10). Els guàrdies no podien reunir-se i prendre les armes sense haver estat autoritzats pels seus caps i per l'administració (art. 35). Es va crear un consell disciplinari per jutjar les faltes i els delictes comesos pels guàrdies nacionals durant el seu servei.
Malgrat la seva labor de reorganització i centralització, una vegada en el tron Carlos X va suprimir la Guàrdia Nacional el 29 d'abril de 1827. El poble va acollir la mesura amb alleujament, i només els oponents al règim i els liberals van protestar.

## Revolució de 1830

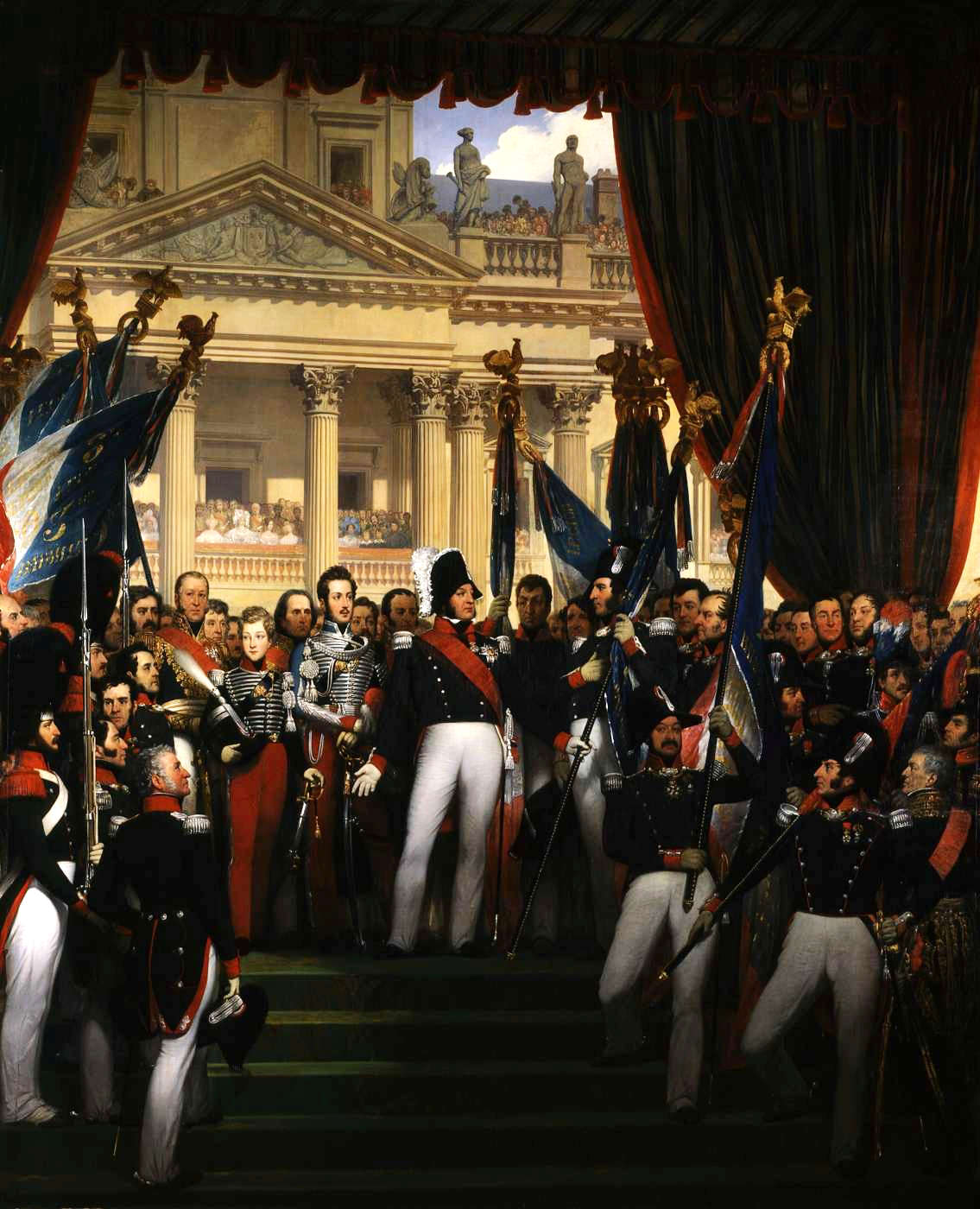
Lluís Felip I lliura les banderes a la Guàrdia Nacional de París, el 29 d'agost de 1830. Oli de Joseph-Désiré Court (1834).

El 25 de juliol de 1830, la publicació per Carles X de les Ordenances de Juliol, destinades a reforçar el seu poder limitant el del poble, van provocar la revolta popular coneguda com les tres glorioses que van acabar amb el seu regnat. El 29 de juliol, la Guàrdia Nacional va ser restablida i l'ancià general La Fayette va ser nomenat al seu comandament. El 31 de juliol, el Duc d'Orleans, a punt de ser proclamat rei dels francesos, va arribar vestit amb l'uniforme de la Guàrdia Nacional a l'Ajuntament de París on l'esperava La Fayette, i va declarar: Senyors, sóc un antic guàrdia nacional que visita al seu antic general! El mateix dia va passar revista als guàrdies nacionals parisencs allí reunits declarant: Per a mi, això val més que el sacre a Reims.
Lluís Felip va nomenar Lafayette comandant cap de totes les Guàrdies Nacionals que l'endemà ja s'estaven reorganitzant arreu del país. La Guàrdia Nacional va reaparèixer més que mai com una guàrdia burgesa protectora no només de l'ordre públic, sinó també de l'aliança entre la Monarquia de Juliol i els propietaris i industrials.

## Monarquia de Juliol
La Guàrdia Nacional va demostrar la seva importància al desembre de 1830, durant el procés contra els ministres de Carles X, quan va aconseguir mantenir ordre i calma a la capital. El 23 de desembre Lluís Felip, alleujat, va visitar als guàrdies dels 12 districtes parisencs per manifestar-los el seu agraïment. Però s'adonà del perill que representava per a la monarquia el dependre d'una única força de manteniment de l'ordre públic, per la qual cosa va demanar al mariscal Soult, llavors Ministre de la Guerra, que reorganitzés sense trigar l'exèrcit de línia. Va decidir també desfer-se de la Fayette que li semblava poc fiable.
El rei va escriure a la Fayette per agrair-li "el seu valor, el seu patriotisme i el seu respecte de les lleis" però va animar a la Cambra de diputats al fet que s'obrís un debat sobre l'organització de la Guàrdia Nacional, tal com ho requeria la Carta de 1830. Els diputats lleialistes van demostrar que la funció de comandant general de totes les unitats del regne era contrària a la Carta, i van aconseguir que s'aprovés la seva supressió amb la condició que es compensés la Fayette. L'endemà, La Fayette va presentar la seva dimissió. El govern va intentar buscar un compromís però La Fayette va exigir unes condicions jutjades extravagants: dissolució de la Càmera, entrada dels seus amics en el si del Ministeri d'Interior, i supressió de l'hereu del títol de Parell de França. El Rei va acceptar llavors la dimissió de la Fayette i va nomenar al general Mouton de Lobau comandant de la Guàrdia Nacional.
La nova llei sobre la Guàrdia Nacional va ser promulgada al març de 1831. Definia les seves funcions encarregant-li la defensa de la monarquia constitucional, de la Carta i dels drets recollits en ella, de mantenir l'obediència a les lleis, i de conservar o restablir la pau i l'ordre públics. Però tota deliberació per part de la Guàrdia Nacional sobre els assumptes de l'Estat, dels departaments o dels municipis era considerada com un atemptat contra la llibertat pública i un delicte contra la "cosa pública" i la Constitució (Art. 1).
La Guàrdia Nacional estava teòricament composta de tots els francesos de 20 a 60 anys (2-9), però la llei distingia entre servei ordinari i servei de reserva (19), el repartiment de la qual depenia dels ajuntaments. Es deia al servei ordinari, l'únic realment efectiu, solament als quals tenien mitjans suficients per suportar les despeses de vestuari i d'armament, i que disposaven de prou temps lliure per assumir el servei. En conseqüència el servei ordinari es componia exclusivament d'homes acomodats, donant-li a la Guàrdia Nacional el seu caràcter de milícia burgesa defensora abans de res de la propietat. La Guàrdia Nacional era una força civil organitzada pels ajuntaments (4) i dependent de l'autoritat dels alcaldes, dels prefectes i del Ministeri d'Interior (6). El rebuig a complir amb el servei es castigava amb alguns dies d'arrest.
En el conjunt del país, l'eficàcia de la Guàrdia Nacional variava molt d'un lloc a un altre. Per exemple, durant la revolta dels Canuts a Lió, al novembre de 1831, sobre uns efectius de 15.000 guàrdies nacionals només es van presentar 500. Molts republicans havien estat escollits oficials i alguns guàrdies es van aliar amb els obrers insurrectes. La Guàrdia Nacional seguia sent un focus potencial d'oposició a la monarquia.
Ser membre de la Guàrdia Nacional era també un signe d'ascensió social. En la novel·la de Honoré de Balzac César Birotteau, publicada en 1837, el protagonista és un negociant en perfums que segons s'enriqueix es va promocionant dins de la Guàrdia Nacional.
Però a pesar que els guàrdies nacionals anessin reclutats gairebé exclusivament dins de la burgesia, bon nombre d'ells no tenien suficients ingressos per pagar impostos directes de 200 francs i tenir així dret a vot, tal com ho estipulava la llei electoral del 19 d'abril 1831. Hagut d'en part a l'alt nivell de mortalitat quan estaven de servei (uns 2000 guàrdies nacionals morts només a París entre 1830 i 1848), els guàrdies nacionals opinaven que si l'Estat esperava d'ells que donessin la seva vida per la pàtria, l'Estat al seu torn havia de concedir-los el dret a participar en els assumptes del país. De 1838 a 1842, un ampli moviment de reivindicació exigint el dret a votar per als guàrdies nacionals s'estengué pel país, però no van aconseguir que es modifiqués la llei electoral. És més, el gener de 1840, el mateix comandant superior de la Guàrdia Nacional del departament del Sena, el mariscal Gérard, va condemnar aquestes manifestacions en nom de la llei que prohibia als guàrdies nacionals tota deliberació política.

## Revolució de 1848 iSegona República
Al desembre de 1847, alguns guàrdies nacionals de París van voler organitzar un banquet reformista perquè s'ampliés el sufragi censatari, però el Ministeri d'Interior el va prohibir. El periòdic Le National va convocar a tota la Guàrdia Nacional a una manifestació l'endemà, amb uniforme i sense armes, però no van respondre.
Durant les jornades revolucionàries de febrer de 1848, la Guàrdia Nacional va tenir una actitud passiva al costat de les tropes de línia i dels guàrdies municipals. Els guàrdies nacionals constituïen el gruix de les forces de l'ordre amb les que comptava el govern de François Guizot (40.000 guàrdies nacionals en actiu i 30.000 soldats). El 23 de febrer, quan la insurrecció s'estén a tota la capital, els guàrdies nacionals se sumen al poble de París amb crits de "Visca la reforma!". S'interposen entre els soldats i els manifestants als quals protegeixen, adoptant el paper d'àrbitre entre l'exèrcit i el poble. Aquesta actitud serà determinant per a l'èxit de la revolució. Una vegada caiguda la monarquia, els guàrdies nacionals seran els encarregats de restablir l'ordre als carrers de París.
El 25 de febrer de 1848 el govern provisional de la Segona República decreta el sufragi masculí en resposta a la demanda popular. El 8 de març, restableix els drets civils dels guàrdies nacionals i suprimeix els nomenaments dels oficials que tornen a ser triats pels seus subalterns.
La insurrecció del 15 de maig de 1848 liderada per Louis Auguste Blanqui i Louis Blanc, serà reprimida pels guàrdies nacionals que desallotjaran l'ajuntament de París ocupat pels manifestants. Aquesta jornada marca una ruptura entre la Guàrdia Nacional i els partits d'extrema esquerra. Però l'actitud de la Guàrdia Nacional, preocupada per donar suport a la jove República, canviarà durant les greus jornades insurreccionals de juny de 1848, en les quals participen en la revolta popular en contra de l'exèrcit que s'encarregarà solament de reprimir-les.

## Segon Imperi
El gener de 1849, un decret del President de la República, Lluís Napoleó Bonaparte, va suprimir la meitat dels batallons dels guàrdies nacionals i va reorganitzar els batallons restants. Desconfiava de la Guàrdia Nacional, i va acabar per dissoldre'ls definitivament el 31 de gener de 1850. Se'ls retreia la seva falta de disciplina i de sembrar la discòrdia abans que prevenir-la. Quan va ocórrer el cop d'estat del 2 de desembre de 1851, la Guàrdia Nacional parisenca, dirigida pel general Lawoestine, no intervingué.
El decret de l'11 de gener de 1852 preveia una Guàrdia Nacional els guàrdies de la qual serien seleccionats pels consells del cens, i els oficials del qual serien nomenats per Lluís Napoleó. En 1853, els oficials van prestar jurament de fidelitat i obediència a l'emperador. Durant tot el Segon Imperi, la Guàrdia Nacional va ser assignada només a fer tasques menors en un intent de minvar la seva influència liberal i republicana.
El 14 de gener de 1868 es va votar la llei Niel que establia la creació d'una guàrdia mòbil i auxiliar de l'exèrcit francès, per a la defensa de les fronteres i de les places fortes, i per al manteniment de l'ordre dins del país. De certa manera, assentava les bases de la futura creació d'un servei militar i preveia una lleva massiva. La seva creació s'havia de la recrudescència de les crisis exteriors, en particular amb Prússia.
Quan va esclatar la guerra entre França i Prússia al juliol de 1870, la Guàrdia Nacional va ser poc mobilitzada al principi, i la primera lleva afectava només als guàrdies nacionals residents a les regions militars del nord i de l'est de França, així com de la regió de París. Segons anava avançant la guerra, es van augmentar els seus efectius i les seves activitats al costat de l'exèrcit, sense que tinguessin una formació militar adequada. El 10 d'agost es van incrementar els seus efectius, el 18 es van afegir 40.000 joves reclutes, el 23 es van constituir en regiments provisionals d'infanteria i el 23 van ser integrats en el servei actiu de l'exèrcit. La Guàrdia Nacional va ser utilitzada com un últim recurs de defensa.

## LaComuna de París

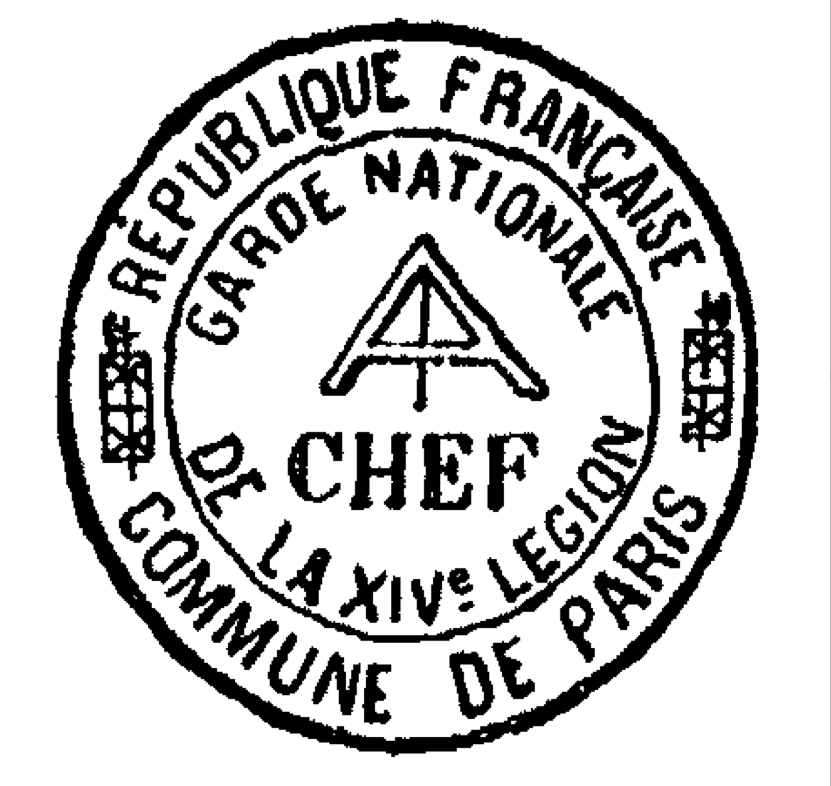
Emblema de la Guàrdia Nacional (1871)

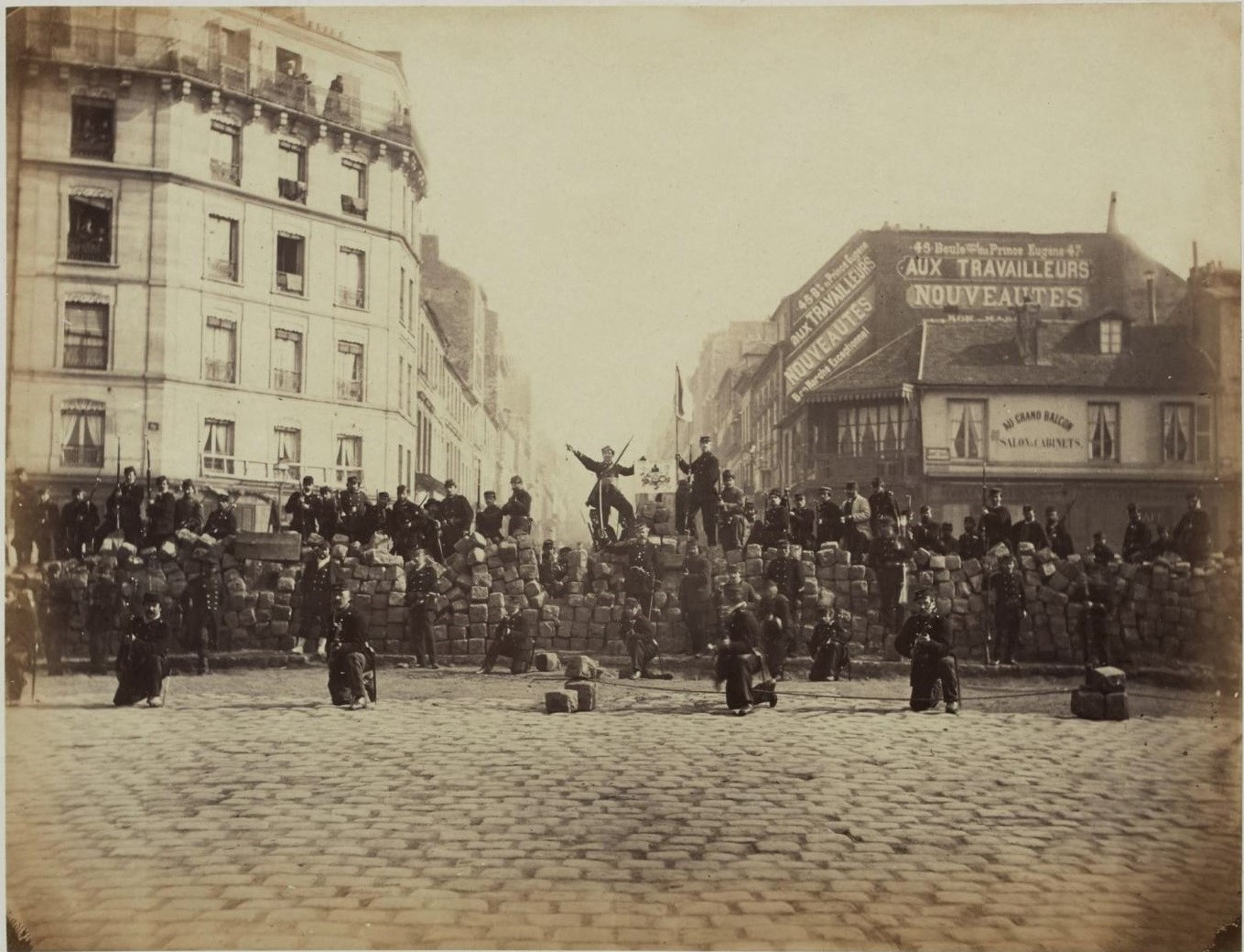
Guàrdies Nacionals en una barricada, Comuna de París, 18 de març de 1871.

Després de la derrota de Sedan i de al captura de l'emperador pels prussians el 2 de setembre de 1870, el 4 de setembre es forma un govern de defensa nacional i es proclama de la República. El 6 de setembre, tots els votants de la ciutat de París són convocats i els guàrdies nacionals són mobilitzats per assegurar la defensa de París, assetjada per les tropes prussianes.
Des d'octubre, la Guàrdia Nacional parisenca va adherir al moviment popular parisenc que rebutjava les condicions de la capitulació francesa i es negava a rendir-se. Entre l'1 de febrer i el 3 de març de 1871, 2.000 delegats es van reunir per elaborar els estatuts d'una federació republicana de les Guàrdies Nacionals de França (per això se'n solia referir com "els federats"). Des del mes de setembre, el Consell municipal de París havia ampliat els seus efectius que es van veure de nou augmentats al març de 1871 per arribar a 300.000 homes. El Comitè central de la Guàrdia Nacional va encapçalar la insurrecció i va convocar eleccions municipals pel 26 de març a fi de legitimitzar el moviment. Es va pronunciar en contra de tota temptativa de desarmament, un desarmament propugnat pel govern francès legal (refugiat a Versalles) en aplicació de les condicions de la rendició.
El 18 de març de 1871, el govern va manar a l'exèrcit apoderar-se dels canons de la Guàrdia Nacional de París aparcats en el turó de Montmartre, i que havien estat comprats per subscripció popular. La Guàrdia Nacional s'hi oposà, recolzada pels habitants de París, i va aconseguir convèncer els soldats que es van negar a disparar contra els civils. Aquest esdeveniment en el que la Guàrdia Nacional va tenir un paper protagonista, marca l'inici de la Comuna insurrecta de París.
Durant la Comuna, la Guàrdia Nacional parisenca va haver de fer front, a part del setge de l'exèrcit prussià, al que es va anomenar el "segon setge de París", el de les tropes del govern d'Adolphe Thiers acantonades en Versalles. Els guàrdies nacionals parisencs, voluntaris o reclutats precipitadament donades les circumstàncies, estaven mal preparats, mal alimentats i mal equipats. Van participar activament en els esdeveniments parisencs i, igual que la població, van sofrir la repressió duta a terme per les tropes governamentals quan van entrar a París i van aixafar la insurrecció durant la "setmana sagnant"del 23 al 28 de maig de 1871.

## Fi de la Guàrdia Nacional
El 25 d'agost de 1871, com a conseqüència dels esdeveniments de la Comuna de París, l'Assemblea Nacional va aprovar la dissolució de les Guàrdies Nacionals de tots els municipis de França. La llei del 27 de juliol de 1872 estipula que "tot cos organitzat en armes i sotmès a les lleis, forma part de l'exèrcit i depèn del Ministeri de l'Exèrcit" (Article 6). La Guàrdia Nacional quedava així definitivament suprimida.